# The Horrors
The Horrors — англійський рок-гурт, утворений у Саутенд-он-Сі у 2005 році вокалістом Фарісом Бедваном, гітаристом Джошуа Гейвордом, клавішником Томом Фурсом, басистом Рісом Веббом та барабанщиком і перкусіоністом Джо Спердженом. Їхню музику класифікують як гаражний рок, гаражний панк, готичний рок, шугейзинг і постпанк-ривайвл.

## Учасники гурту

### Нинішні
- Фаріс Бедван (aka Фаріс Роттер) — вокал (2005–дотепер)
- Джошуа Гейворд (aka Джошуа фон Грімм та Джошуа Третій) — гітара, піаніно (2005–дотепер)
- Ріс Вебб (aka Спайдер Вебб) — бас, клавішні, орган, перкусія, бек-вокал (2005–дотепер)
- Емілія «Міллі» Кідд — клавішні, бек-вокал (2024–дотепер)
- Джордан Кук — барабани, перкусія (2024–дотепер)

### Колишні
- Том Фурс — клавішні, синтезатор, бас, перкусія (2005—2021)
- Джо Сперджен (aka Коффін Джо) — барабани, перкусія, бек-вокал (2005—2024)

## Дискографія
Студійні альбоми
- Strange House (2007)
- Primary Colours (2009)
- Skying (2011)
- Luminous (2014)
- V (2017)
- Night Life (2025)